# Der Sturm
Der Sturm var de tyska expressionisternas tidskrift (1910–1932) och konstgalleri i Berlin.
Der Sturm grundades av Herwarth Walden. Han var mellan 1912 och 1924 gift med Nell Walden (född Roslund) från Landskrona. Nell Walden räknas ofta som Sveriges första abstrakta konstnär. Hon var också en viktig organisatör inom Der Sturm och har skrivit böcker om Herwarth Walden och Der Sturm. Landskrona museum har en permanent utställning om hennes liv och konst.
I tidskriften fanns illustrationer utförda av medlemmarna i Brücke och Der Blaue Reiter och artiklar som förklarade den nya estetiken. Till de litterära medarbetarna hörde Peter Altenberg, Max Brod, Richard Dehmel, Alfred Döblin, Anatole France, Knut Hamsun, Arno Holz, Karl Kraus, Selma Lagerlöf, Else Lasker-Schüler, Adolf Loos, Heinrich Mann, Ludwig Rubiner, Paul Scheerbart.